# SDTV
SDTV (ang. Standard-Definition TeleVision – telewizja standardowej rozdzielczości) – cyfrowa wersja analogowego standardu NTSC i PAL wraz z przeplotem, nazywana też „standardową rozdzielczością” dla odróżnienia od „wysokiej rozdzielczości” (HDTV).

## Rodzaje
SDTV występuje w dwóch wersjach:
- PAL 720x576i oraz 768x576i (format 5:4 oraz format 4:3)
  - Klatkaż wynosi 25 kl/s
- NTSC 720x480i (format 3:2)
  - Klatkaż wynosi 29,97 kl/s